# Imperator luteocupreus
Imperator luteocupreus är en sopp som beskrevs 1990 av Paul Bertéa och Alain Estadès som Boletus luteocupreus i släktet Boletus och flyttades till det nybildade släktet Imperator 2015. Arten förekommer i Europa från Bulgarien, över Tyskland och Frankrike, till Spanien. Den har ej påträffats i Sverige.
Foten är gul med rött ådernät, köttet är gult (i fotbasen ibland rött) och snabbt blånande, hatten är gulaktig till orange. Den har röda porer till skillnad från Imperator torosus och hatthuden hos Imperator rhodopurpureus har en skär färgton.

## Bildgalleri

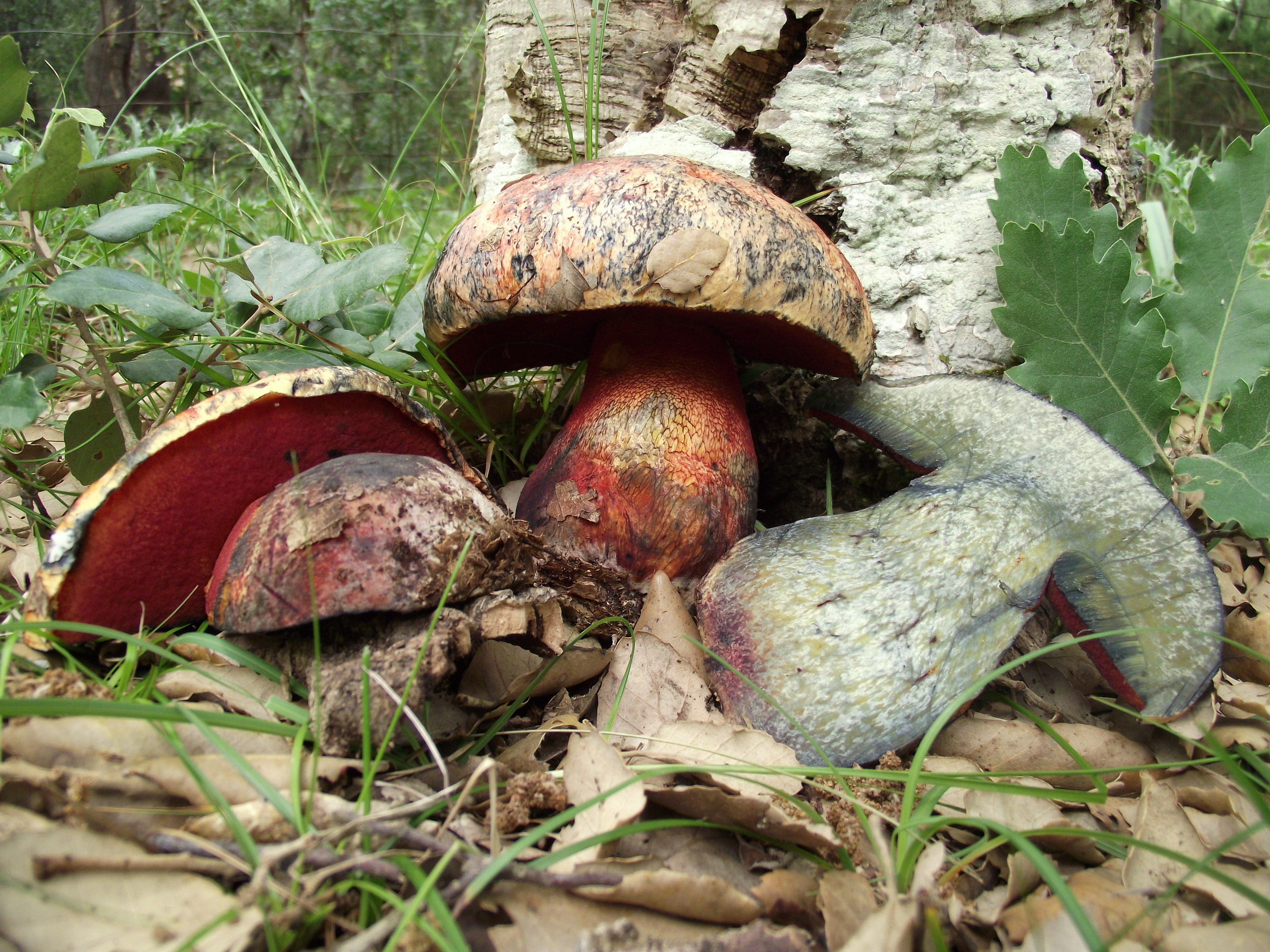